# Vicenç Fisas i Comella
Vicenç Fisas i Comella   (Barcelona, 14 de maig de 1927 - Sant Joan de les Abadesses, 10 d'abril de 2016) va ser un empresari català, fundador del Grup La Farga.

## Primeres experiències professionals
El 1946, als 19 anys i prèvia emancipació, va iniciar una petita indústria artesana de gènere de punt a Sant Adrià del Besòs, que el 1947 va ampliar amb la compra d'una fàbrica de mitjons de llana a Olot, amb una secció auxiliar a Sant Feliu de Pallerols. El 1949 s'associa amb un fabricant de filats d'estam per traslladar la seva fàbrica de Puigcerdà a Terrassa, creant una societat en la qual queda com a soci minoritari. En 1953 mor el soci majoritari i l'herència jacent és declarada en fallida, el que significa el tancament de la filatura i, seguidament, el de les fàbriques d'Olot i Sant Adrià del Besòs.
En el seu vessant de jurista, el 1954 va iniciar una nova etapa com a Sotsdirector a la província de Girona d'una companyia d'assegurances de Madrid. Aquí va organitzar tota la xarxa d'agents a les diferents comarques i gestionant i liquidant els sinistres que es produeixen en l'àmbit de la seva jurisdicció.
Tres anys més tard, el 1957, fou nomenat director general d'una entitat de crèdit i des d'aquest lloc i a través d'una societat holding amb seu a Madrid, va adquirir, rellançar o crear una sèrie d'empreses industrials de diversos rams (tèxtil, metal·lúrgic, agrícola, alimentari, etc.) en diferents poblacions de les províncies de Jaen, Alacant, Saragossa i Castelló.
També, a títol personal, va constituir un singular edifici d'apartaments a L'Escala i va participar en societats andorranes dedicades al turisme, l'hostaleria, gasolineres i representació de fàbriques alemanyes d'automòbils.
El 1976, va entrar com a soci en el bufet d'advocats Castejón & Associats (1976-96), el qual fou requerit el 1980 per a assessorar l'empresa metal·lúrgica Francisco Lacambra Lacambra de les Masies de Voltregà. També des de 1973 va dirigir una empresa immobiliària.

## La Farga
El 1980, a través del seu bufet, rep l'encàrrec de solucionar la greu crisi industrial i financera de l'empresa "Francisco Lacambra Lacambra" de les Masies de Voltregà i, tot i que la situació era d'una autèntica fallida, després dels primers estudis i contactes, decideix no acudir a la via concursal com tothom li recomanava i, amb l'aquiescència dels seus companys de despatx i la col·laboració del seu gendre Oriol Guixà, constitueix La Farga Lacambra SA i lluita per la reestructuració i viabilitat de l'empresa.
La seva dedicació preferent a La Farga Lacambra SA el va portar a abandonar el Bufet i a crear el holding familiar Corporació Metal·lúrgica Catalana SL, societat que també va presidir. Paral·lelament en el temps, va construir un hotel de 4 estrelles i 10 habitacions en una finca de la seva propietat, al terme municipal de Sant Aniol de Finestres, al Parc Natural de la Zona Volcànica de la Garrotxa, província de Girona.
A finals d'octubre del 2015, i després de 35 anys al càrrec, Fisas va deixar la presidència de La Farga en mans del seu gendre, Oriol Guixà, si bé va ser nomenat president d'honor de la companyia.

## Llegat
Des del llunyà 1980 i durant 35 anys, l'empresari va fer evolucionar espectacularment la situació de la companyia i de lluitar per sobreviure va passar a col·locar-se entre les grans empreses del sector. Apostant per l'equip humà, va deixar una empresa formada per més de 300 persones, progressant amb els clients i potenciant la innovació i la reinversió permanent.
És així com s'explica el creixement d'un projecte empresarial que ha vist com la facturació s'ha incrementat exponencialment en els seus 35 anys de Fisas, augmentant la seva capacitat productiva, la seva presència internacional i assumint el lideratge mundial en tecnologia de refinació de coure, amb patents tecnològiques que s'han venut arreu del món. Disposa de tres plantes a Catalunya, una als Estats Units i dos centres de distribució de tubs de coure a França i Anglaterra, a més d'integrar la seva tecnologia en 30 plantes d'arreu del món.
Fisas va crear La Fundació La Farga i va impulsar la creació del Museu del Coure l'any 2008 a Les Masies de Voltregà (Osona).
Fisas va dedicar també una especial atenció en ordenar l'estructura familiar de l'empresa amb un rigorós protocol que regeix les normes de bon govern i que s'ha convertit en un referent en què s'inspiren altres famílies empresàries. De fet, al 2013 ho va recollir el seu fill Ferran Fisas i va editar el Manual de supervivència de l'empresa familiar (Península).

## Premi Vicenç Fisas Comella
La Fundació La Farga lliura anualment des de l'any 2014 el Premi Vicenç Fisas Comella al millor Treball Final de Grau entre els estudiants de la Universitat de Vic. El premi ha arribat aquest 2016 a la tercera edició.